# Colliuris
Genre
Synonymes
- Casnonia Latreille 1822

Colliuris est un genre d'insectes coléoptères de la famille des Carabidae, de la sous-famille des Harpalinae, de la super-tribu des Lebiitae et de la tribu des Odacanthini.

## Sous-genres
Anapiodera -  
Anaplagiorrhytis -   
Apiodera -  
Apioderella -  
Apioderina -  
Calocolliuris -  
Casnoniella -  
Colliurella -  
Colliurina -  
Colliuris -   
Colliurita -   
Isocasnonia -  
Mimocasnonia -  
Odacanthina -   
Odacanthomimus -  
Plagiorhytis -  
Pseudocasnonia -  
Pseudoplagiorrhytis